# Фомин, Василий Михайлович
Васи́лий Миха́йлович Фоми́н (род. 5 ноября 1940 года, Краснодар) — советский и российский учёный в области механики. Академик РАН (2006). Лауреат Государственной премии СССР.

## Биография
Родился в семье служащих. Во время Великой Отечественной войны семья находилась в эвакуации в городе Казань.
В 1957 году окончил казанскую среднюю школу № 94 и сдал вступительные экзамены в Казанский государственный университет (КГУ). Не прошёл в университет по конкурсу, не добрав один балл до проходного. Год отработал электромонтёром в трамвайно-троллейбусном парке. В 1958 году поступил на механико-математический факультет Казанского университета. Во время обучения в университете и аспирантуре по его окончании (1963) научным руководителем В. М. Фомина был известный учёный-аэродинамик профессор Г. Г. Тумашев. В 1966 году защитил кандидатскую диссертацию на тему «Приближённый метод исследования вихревых движений газа с до- и сверхзвуковыми скоростями». в 1966—1970 годах ассистент кафедры аэрогидромеханики КГУ.
В 1969 году познакомился с Н. Н. Яненко и получил приглашение перейти на работу в ВЦ СО РАН. В силу ряда причин этот переход не состоялся, но в 1970 году по конкурсу был избран на должность старшего научного сотрудника в ИТПМ СО АН СССР.
В 1973 году с группой сотрудников перешёл в отделение численных методов механики сплошной среды ВЦ СО АН СССР к Н. Н. Яненко. В 1976 году Н. Н. Яненко возглавил ИТПМ и отделение численных методов механики сплошной среды было переведено из BЦ в ИТПМ. С 1979 года — заместитель директора по науке.
В 1982 году защитил докторскую диссертацию на тему «Численное моделирование высокоскоростного взаимодействия тел», а в 1984 году вышла монография (в соавторстве с A.M. Гришиным) «Сопряжённые и нестационарные задачи механики реагирующих сред».
В связи с отъездом в Ленинград директора ИТПМ В. Г. Дулова, в течение нескольких месяцев исполнял обязанности директора. 3 апреля 1989 года избран директором ИТПМ трудовым коллективом Института. 2 марта 1990 года избран директором ИТПМ на Общем собрании СО РАН.
В 1994 году избран членом-корреспондентом РАН по отделению проблем машиностроения, механики и процессов управления на вакансию Сибирского отделения по специальности «механика». В 2006 году — действительным членом РАН.
В 1996 году избран главным учёным секретарём СО РАН, с 2008 года — заместитель председателя СО РАН.

## Награды
- Государственная премия СССР в области науки и техники (1981).
- Премия Совета Министров СССР (1990) за работы в области механики.
- Орден Почёта (2001).
- Орден Дружбы КНР (2004).
- Медаль ордена «За заслуги перед Отечеством» II степени (2008).
- Премия имени Н. Е. Жуковского (2011)[4].
- Орден Александра Невского (3 мая 2018) — за большой вклад в развитие науки и многолетнюю добросовестную работу[5].
- Лауреат Национальной экологической премии «ЭкоМир» (2007) — за разработку и внедрение комплекса эффективных методов и средств управления экологической безопасностью процессов струйного истечения в оборонной технике и конверсионных технологиях[6]